# 林圩镇
林圩镇，是中华人民共和国广西壮族自治区南宁市马山县下辖的一个乡镇级行政单位。位于马山县西部，镇人民政府驻林圩街，距县城32千米。面积214.69平方千米。年末总人口57530人。

## 行政区划
林圩镇下辖以下地区：
林圩村、大塘村、新华村、七贤村、苏仅村、合理村、伏兴村、东庄村、六马村、东七村、兴隆村、甘豆村、黄番村、将军村、高德村、三和村、片圩村、九平村和联合村。

## 自然资源
镇属丘陵地貌，土地资源丰富。全镇耕地面积34706亩，矿产资源丰富，主要有锰、铜、金、石英、滑石、花岗石等，其中锰矿、滑石矿蕴藏量尤为丰富，国营马山县锰矿在镇开采已有40年历史，主要产品过滤远销区内外，滑石矿属等待开采中。境内东、南部属高山丘陵地带， 林圩镇境内有煤炭、石灰石等丰富的矿产资源，海椒、花椒、茶叶、榨菜、苎麻、畜牧等产业都具有相当规模(其中：现有工业企业23个，其中：规模以上企业2个。同时，还拥有良好的草场，可发展畜牧业生产。